# フィル・ルイス
フィル・ルイス（Phill Lewis、1968年9月4日 - ）はアメリカ合衆国の俳優、コメディアン、テレビディレクター。
ディズニーチャンネルのドラマ「スイート・ライフ」および「スイート・ライフ オン・クルーズ」のマリオン・モーズビー役として知られる。

## 来歴

### 生い立ち
ルイスはChesapeake and Potomac Telephoneの前役員であり、前在米大使のデラノ・ルイスの息子として生まれる。彼は父のナイジェリアとウガンダの国務省と平和部隊の副所長の任務の間に、東アフリカのウガンダに生まれた。

### 俳優として
ルイスは1991年のシットコム、Teechで一時的に主役を演じるが、たった4話で降板する。その後、アリー my Loveやブラザーズ&シスターズ、 パパにはヒ・ミ・ツ、 バフィー 〜恋する十字架〜、 フレンズ、ママと恋に落ちるまでなど様々なテレビドラマでゲスト出演する。
その後、ディズニーチャンネルのドラマ、スイート・ライフのモーズビー役を演じた。2008年には再びモーズビー役として、続編のスイート・ライフ オン・クルーズにティプトン号の支配人を演じた。また、レイブン 見えちゃってチョー大変!やフィニアスとファーブなどにゲスト出演した。

### テレビディレクターとして
スイート・ライフのエピソード「ミイラの呪い” I Want My Mummy”」にて監督デビューし、スイート・ライフ オン・クルーズで数エピソードの監督を行った。その後、天才学級アント・ファームやオースティン&アリー、グッドラックチャーリー、ジェシー!など多くのディズニーチャンネルのドラマで監督を行った。

## 交通事故
1991年12月終わり、ルイスはメリーランド州ポトマックの郊外で21歳の女性が運転する車と衝突し、逮捕された。ルイスが運転する1985年産のビュイック・センチュリーが中央線を越え、女性が運転するホンダのCRXと衝突した。
メリーランド州ベセスダ在住の女性は怪我を負った後、死亡した。ルイスは飲酒運転で起訴された。彼は、「私の乱暴な行動を非常に心から後悔しています。」と謝罪した。
ルイスは自動車過失致死と飲酒運転で有罪となり、メリーランド州モンゴメリー郡巡回裁判所のウィリアム・ミラー判事より。保護観察2年、社会奉仕350時間を命じられた。しかし、ミラー判事はルイスが逮捕後、刑務所や、学校、教会で薬物乱用を強調するために刑務所劇団での行いを挙げ、懲役を4年延期した。これらの法的トラブルの後、ルイスはシチュエーションコメディにて主に助演として俳優活動を再開した。

## 主な出演作品
| 公開年    | 邦題 原題                                              | 役名                           | 備考                                   |
| --------- | ------------------------------------------------------ | ------------------------------ | -------------------------------------- |
| 1986      | 227                                                    | ケン                           | シーズン2第7話 「Come Into My Parlor」 |
| 1987      | Amen                                                   | マービン                       |                                        |
| 1988      | ヘザース/ベロニカの熱い日 Heathers                     | デニス                         |                                        |
| 1989      | カレッジ・ウォーズ How I Got Into College              |                                |                                        |
| 1990      | Charles in Charge                                      | バーニー                       |                                        |
| 1991      | シティ・スリッカーズ City Slickers                     | スティーブン・ジェシャップ博士 |                                        |
| 1991      | Brother Future                                         | T.J.                           |                                        |
| 1992      | エイセス/大空の誓い Aces: Iron Eagle III               | ティーヴィー                   |                                        |
| 1995      | Sister, Sister                                         | エド                           | シーズン2第11話 「Field Trip」         |
| 1995–1998 | The Wayans Bros.                                       | T.C.                           | 19エピソードに出演                     |
| 1996      | Married... with Children                               | ジョージ                       | シーズン10第22話 「Enemies」           |
| 1997–1998 | Sparks                                                 | 探偵フロイド・ピット           | 3エピソードに出演                      |
| 1998      | バフィー 〜恋する十字架〜 Buffy the Vampire Slayer     | プラット                       | 第38話 「美女と野獣」                  |
| 1999      | ビッグムービー Bowfinger                               |                                |                                        |
| 2000      | 2999年異性への旅 What Planet Are You From?             | MD                             |                                        |
| 2001–2002 | リジー&Lizzie Lizzie McGuire                           | トゥウィーディ校長             | 3エピソードに出演                      |
| 2001–2006 | Yes, Dear                                              | ロイ                           | 10エピソードに出演                     |
| 2002      | アイ・スパイ I Spy                                     | ジェリー                       |                                        |
| 2003      | フレンズ Friends                                       | スティーブ                     | 3エピソードに出演                      |
| 2004      | トラブル IN ベガス Elvis Has Left the Building         | チャーリー                     |                                        |
| 2005      | ペナルティ・パパ Kicking & Screaming                   | ジョン・ライアン               |                                        |
| 2005–2009 | Scrubs〜恋のお騒がせ病棟 Scrubs                        | フーチ                         | 5エピソードに出演                      |
| 2005–2008 | スイート・ライフ The Suite Life of Zack & Cody         | マリオン・モーズビー           | 87エピソードに出演                     |
| 2005–2010 | アメリカン・ダッド American Dad!                       | デューパー(声の出演)           | 3エピソードに出演                      |
| 2006      | レイブン 見えちゃってチョー大変! That's So Raven       | マリオン・モーズビー           | シーズン4第11話 「Checkin' Out」       |
| 2007      | ママと恋に落ちるまで How I Met Your Mother             |                                |                                        |
| 2008–2011 | スイート・ライフ オン・クルーズ The Suite Life on Deck | マリオン・モーズビー           | 64エピソードに出演                     |
| 2009      | きんきゅうしゅつどう隊 OSO Special Agent Oso           | ウルフィー(声の出演)           | 18エピソードに出演                     |
| 2009      | ダッドナップ〜パパ誘拐計画 Dadnapped                   | モーリス                       |                                        |
| 2010      | キャシーのbig C いま私にできること The Big C           |                                |                                        |
| 2010      | フィニアスとファーブ Phineas and Ferb                  | ハワイのホテルの支配人         | 第60話 「ハワイでバケーション」        |
| 2011      | シングルパパの育児奮闘記 Raising Hope                  | ドノバン                       | 2エピソードに出演                      |
| 2011      | スイート・ライフ/ザ・ムービー The Suite Life Movie     | マリオン・モーズビー           |                                        |
| 2011      | グッドラックチャーリー Good Luck Charlie               | テレビの声 (ノンクレジット)    | 第41話 「さよならビデオ日記」          |
| 2014      | Wish I Was Here                                        |                                |                                        |
| 2015      | ジェシー！ "Jessie"                                    | マリオン・モーズビー           |                                        |

## 参照
1. ↑  Phill Lewis Biography (1968—). Accessed 2012-12-12.
2. ↑  Phill Lewis; D.C. Actor Has the Lead In CBS's Teech  The Washington Post  HighBeam Research アーカイブ 2014年6月11日 - ウェイバックマシン. Accessed 2012-12-12.
3. ↑  Photos, Bio and News for Phill Lewis. TVGuide.com. Accessed 2012-12-12.
4. ↑  Peace Corps Online Delano E. Lewis, country director for the Peace Corps in Nigeria and Uganda from 1966 to 1969. Accessed 2012-12-12.
5. 1 2  Jet Magazine, February 8, 1993
6. 1 2  'Teech' star convicted of vehicular manslaughter  Entertainment News, TV News, Media  Variety  Accessed 2012-12-12.